# Nikolai Alho
Nikolai Aleksanteri Alho (* 12. März 1993 in Helsinki) ist ein finnischer Fußballnationalspieler.

## Karriere

### Verein
Alho spielte in der Jugend von HJK Helsinki, von wo er in die erste Mannschaft aufrückte.  Zunächst wurde er in der Nachwuchsmannschaft von HJK,  Klubi 04, in der drittklassigen Kakkonen eingesetzt.
Am 13. Juni 2013 bestritt er beim 6:0-Heimsieg gegen den Inter Turku sein erstes Spiel für HJK in der Veikkausliiga und erzielte zwei Tore. In den Play-offs der UEFA Europa League 2014/15 erzielte Alho das entscheidende Tor gegen Rapid Wien, wodurch sich HJK für die Gruppenphase qualifizierte. In der Zeit von 2012 bis 2014 gewann er mit HJK drei Meisterschaften und 2014 den finnischen Fußballpokal.
Im Januar 2017 wechselte er in die schwedische Allsvenskan zu Halmstads BK. Am Ende der Saison stieg das Team in die Superettan ab. Daraufhin kehrte Alho zu HJK zurück. In den Spielzeiten  2018 und 2020 gewann Alho zwei weitere Meisterschaften und 2020 ein weiteres Mal den finnischen Pokal.
Ende 2020 wurde Alho von MTK Budapest FC verpflichtet. Während der Wintertransferperiode 2022 wechselte er zum Volos NFC in die griechische Super League.

### Nationalmannschaft
Alho durchlief sämtliche Jugendnationalmannschaften Finnlands.
Am 24. Januar 2014 debütierte Alho beim 0:0 im Freundschaftsspiel gegen Oman in der finnischen A-Nationalmannschaft. Sein zweites Länderspiel bestritt er nach mehr als sechseinhalb Jahren am 6. September 2020 im Spiel der UEFA Nations League gegen  Irland.
Bei der Fußball-Europameisterschaft 2021 stand Alho im finnischen Aufgebot. Er wurde im letzten Gruppenspiel gegen Belgien in der 70. Minute für Jere Uronen eingewechselt. Die Finnen schieden nach dem Auftaktsieg gegen Dänemark, der von dem Zusammenbruch des Dänen Christian Eriksen überschattet wurde, und Niederlagen gegen Russland und Belgien als zweitschlechtester Gruppendritter aus.

## Privates
Alho wurde als Sohn eines ghanaischen Vaters und einer finnischen Mutter geboren. Kurz nach seiner Geburt wurde er von einer englischen Mutter und einem finnischen Vater adoptiert.  Er wuchs in Espoo mit einer jüngeren Schwester auf, die ebenfalls adoptiert wurde. Alho ist englischer und finnischer Muttersprachler. Er besitzt neben der finnischen auch die Staatsbürgerschaft des Vereinigten Königreichs.

## Erfolge
HJK Helsinki
- Finnische Meisterschaft: 2012, 2013, 2014, 2018 und 2020
- Finnischer Pokal: 2014 und 2020